# Agustín Moreno García
Agustín Moreno García (Madrid, 10 de noviembre de 1951) es un docente y sindicalista español, exdirigente de Comisiones Obreras (CC.OO.) y exdiputado de Unidas Podemos en la Asamblea de Madrid entre 2021 y 2023. 

## Biografía
Fue procesado en tres ocasiones durante el franquismo por su militancia sindical y fue Secretario confederal de Acción Sindical desde 1976 a 1996. Desde la retirada de Marcelino Camacho en 1987 fue uno de los postulados para su sucesión junto a Antonio Gutiérrez y Julián Ariza. Al final Moreno se negó a aceptar el cargo, -según revelaría después Marcelino Camacho- y Gutiérrez se hizo cargo del sindicato.
Agustín Moreno fue secretario de Acción Sindical de CC.OO. desde su legalización en 1977 hasta 1996. Tras su salida de esta responsabilidad fue el organizador del Sector Crítico que en la actualidad agrupa a alrededor del 23 % de CC.OO. aunque su presencia es mucho más fuerte en algunos territorios como Asturias, La Rioja o Sevilla y federaciones como la de Transportes y la de Pensionistas y Jubilados, llegando a ser mayoritario en algunas grandes empresas como Renfe y hasta hace poco Telefónica. En su juventud se puso en contra del sistema fascista de la época.
El Sector Crítico se caracterizó por poner en tela de juicio en repetidas ocasiones decisiones más o menos polémicas tomadas por la mayoría confederal del sindicato por lo que entendían que era una derechización en la línea de acción sindical con respecto de las originarias CC.OO., en las que la toma de decisiones se producía de manera asamblearia de modo que por la composición de su militancia resultaban frecuentemente próximas a los postulados centrales del Partido Comunista de España. De este modo el Sector Crítico se opuso desde dentro del sindicato a las reformas laborales que desde los años 90 del siglo pasado las direcciones de CC.OO. y UGT han firmado con los sucesivos gobiernos del PSOE y del PP.
Moreno fue vocal de la Comisión Ejecutiva Confederal hasta el año 2008 y ha disputado en varias ocasiones la secretaría general a Antonio Gutiérrez primero y a José María Fidalgo después, en los sucesivos congresos confederales de CC.OO.. Fue invitado públicamente por el primero a marcharse de CC.OO. para facilitar la unidad en el seno del sindicato. Sin embargo, en el VIII Congreso Confederal (21 a 24 de abril de 2004), obtuvo el 30% de los votos para su candidatura a la secretaría general. 
Licenciado en Historia y maestro industrial, ejerció como profesor de secundaria en la especialidad de Ciencias Sociales hasta su jubilación a principios de 2018. En su despedida de las aulas fue ovacionado por sus alumnos.
Durante el curso 2011-2012 participó activamente en las movilizaciones de la Marea Verde en Madrid.
Ha sido militante del Partido Comunista de España (PCE) y fue miembro de su Comité Federal. 
En 2021 fue elegido diputado en la Asamblea de Madrid por Unidas Podemos.